# Ceferino Quintana
Ceferino Quintana fue un político y policía estadounidense afiliado al Partido Demócrata que se desempeñó como vicegobernador de Nuevo México desde 1941 hasta 1943.

## Biografía
Sirvió en la Primera Guerra Mundial. Más tarde fue un mariscal de los Estados Unidos y se desempeñó como sheriff del condado de San Miguel, Nuevo México, desde 1936 hasta 1940. También fue presidente del Partido Demócrata del condado de San Miguel en las décadas de 1930 y 1940.
Se postuló para vicegobernador de Nuevo México en las elecciones de 1940 y ganó, asumiendo el cargo en 1941. Se desempeñó como gobernador interino de Nuevo México en febrero y marzo de 1941. En 1942, decidió postularse para sheriff del condado de San Miguel, pero perdió las elecciones.
Vivía en Pecos, Nuevo México.
Murió en el Centro Médico de la Administración de Veteranos de Albuquerque el 20 de marzo de 1977.